# Tepetates (Guerrero)
Tepetates es una localidad del estado mexicano de Guerrero. Es parte del municipio de Ayutla de los Libres.

## Toponimia
El nombre «Tepetates» proviene de los términos en náhuatl: tetl, piedra; petatl, petate. Su significado es «petate de piedra».

## Demografía
| Gráfica de evolución demográfica |
|                                  |

| Censo | Población |
| ----- | --------- |
| 1940  | 642       |
| 1950  | 704       |
| 1960  | 736       |
| 1970  | 869       |
| 1980  | 1 004     |
| 1990  | 1 008     |
| 2000  | 1 561     |
| 2010  | 1 852     |
| 2020  | 2 060     |